# Fjällmossebrokvecklare
Fjällmossebrokvecklare (Phiaris septentrionana) är en fjärilsart som först beskrevs av Curtis 1835.  Fjällmossebrokvecklare ingår i släktet Phiaris, och familjen vecklare. Arten är reproducerande i Sverige.